# تراکستون، هرفوردشر
تراکستون (به انگلیسی: Thruxton) یک روستا و محله مدنی در بریتانیا است که در هرفوردشر واقع شده‌است. تراکستون ۳۳ نفر جمعیت دارد.